# Controversias en torno a la portada de Virgin Killer
Las controversias en torno a la portada de Virgin Killer es una serie de polémicas derivadas de la carátula original del disco Virgin Killer de la banda alemana de hard rock y heavy metal Scorpions. Editado como su cuarto álbum de estudio en 1976, el concepto de la portada lo creó el equipo artists and repertoire y el departamento de arte de RCA Records. La imagen, una fotografía tomada por el alemán Michael von Gimbut, muestra a una niña desnuda de diez años de edad llamada Jacqueline, con un efecto de vidrio quebrado en su pubis. Según los creadores, trataron de ilustrar la letra del tema «Virgin Killer», pero Uli Jon Roth —compositor de la canción— comentó que le dieron una mala interpretación al significado, porque en realidad virgin killer es «el tiempo que asesina la inocencia de la gente». Una vez que presentaron el disco a los diferentes distribuidores, la gran mayoría de ellos rechazó la portada porque la consideraron de mal gusto e inmoral. Algunos mercados la sustituyeron por una fotografía de la banda, mientras que otros decidieron venderlo tal cual, pero cubrieron la imagen en un plástico negro. Por su parte, en determinados países como Alemania y Japón, el álbum se comercializó con su portada original.
En 2008 nuevamente generó polémica, pero esta vez involucró a Wikipedia. En mayo, el FBI inició una investigación para determinar si la portada violaba las leyes federales de pornografía infantil, después de que el sitio web estadounidense World Net Daily realizara un reportaje sobre las imágenes «sexualmente explícitas» publicadas en la Wikipedia en inglés. El caso fue desestimado por el FBI y la comunidad de Wikipedia determinó, por un amplio consenso, que la imagen no debía eliminarse de la plataforma. Por su parte, en diciembre, la organización británica Internet Watch Foundation incluyó las URL de la portada y el artículo de Virgin Killer de la Wikipedia en inglés a su lista negra, porque según sus estamentos violaba la Ley de Protección de Niños de 1978. Involuntariamente, la implementación del filtro dificultó el reconocimiento de las direcciones IP e hizo imposible responder a las acciones de vandalismo. Por ello, Wikipedia decidió prohibir las ediciones provenientes de seis de los proveedores de servicios de internet del Reino Unido, lo que afectó al 95 % de los usuarios británicos de la enciclopedia. Después de algunos días, en que representantes de la Fundación Wikimedia y de Wikipedia criticaron el actuar de la IWF al acusarla de censura y de «tratamiento injusto y reprochable», la organización resolvió anular su juicio inicial.
Las polémicas que ha generado la portada son un tema recurrente en las entrevistas a los músicos de la banda, quienes han afirmado que la decisión la tomó el sello con el objetivo de llamar la atención y así aumentar las ventas. Aunque han hecho un mea culpa, han comentado que el contexto cultural de 1976 era muy diferente, al menos en Alemania —por ello, en ese país no se censuró— y que la imagen no tuvo un sentido pornográfico, sino artístico. En ese sentido, Michael von Gimbut comentó que la fotografía en sí no tenía ningún aspecto degenerado o erótico y que para representar «la inocencia perfecta, la inmaculada desnudez y la juventud, cualquier "postura erótica" hubiera sido contraproducente».

## Contexto
Scorpions es una banda alemana de hard rock y heavy metal formada en 1965 en Hannover, en la aquel entonces Alemania Occidental. Después de varios cambios de músicos, la alineación conformada por Klaus Meine (voz), los hermanos Rudolf Schenker (guitarra rítmica) y Michael Schenker (guitarra líder), Lothar Heimberg (bajo) y Wolfgang Dziony (batería), hizo su debut en 1972 con el álbum Lonesome Crow. En 1973, luego de la salida de Michael para integrarse a la británica UFO, la banda se reestructuró con los miembros de Dawn Road, entre ellos el guitarrista Uli Jon Roth y el bajista Francis Buchholz. Al poco tiempo, firmó un contrato por cinco álbumes con RCA Records y en 1974 salió a la venta su segundo disco, Fly to the Rainbow.
Hasta ese entonces, las portadas de sus dos primeros discos las había diseñado el estudio gráfico oriundo de Hamburgo, CoDesign/Dirichs. Si bien la mencionada empresa también creó la de In Trance de 1975, en este caso poseía una fotografía tomada por el alemán Michael von Gimbut. En ella figuraba una modelo sobre la guitarra Fender Stratocaster blanca de Roth, mostrando parte de su seno derecho. Este último detalle generó controversia en algunos mercados, sobre todo en el estadounidense, por lo que cubrieron el seno con manchas negras. Esta fue la primera de una serie de portadas de la banda que han sido modificadas o censuradas con los años.

## La portada deVirgin Killer

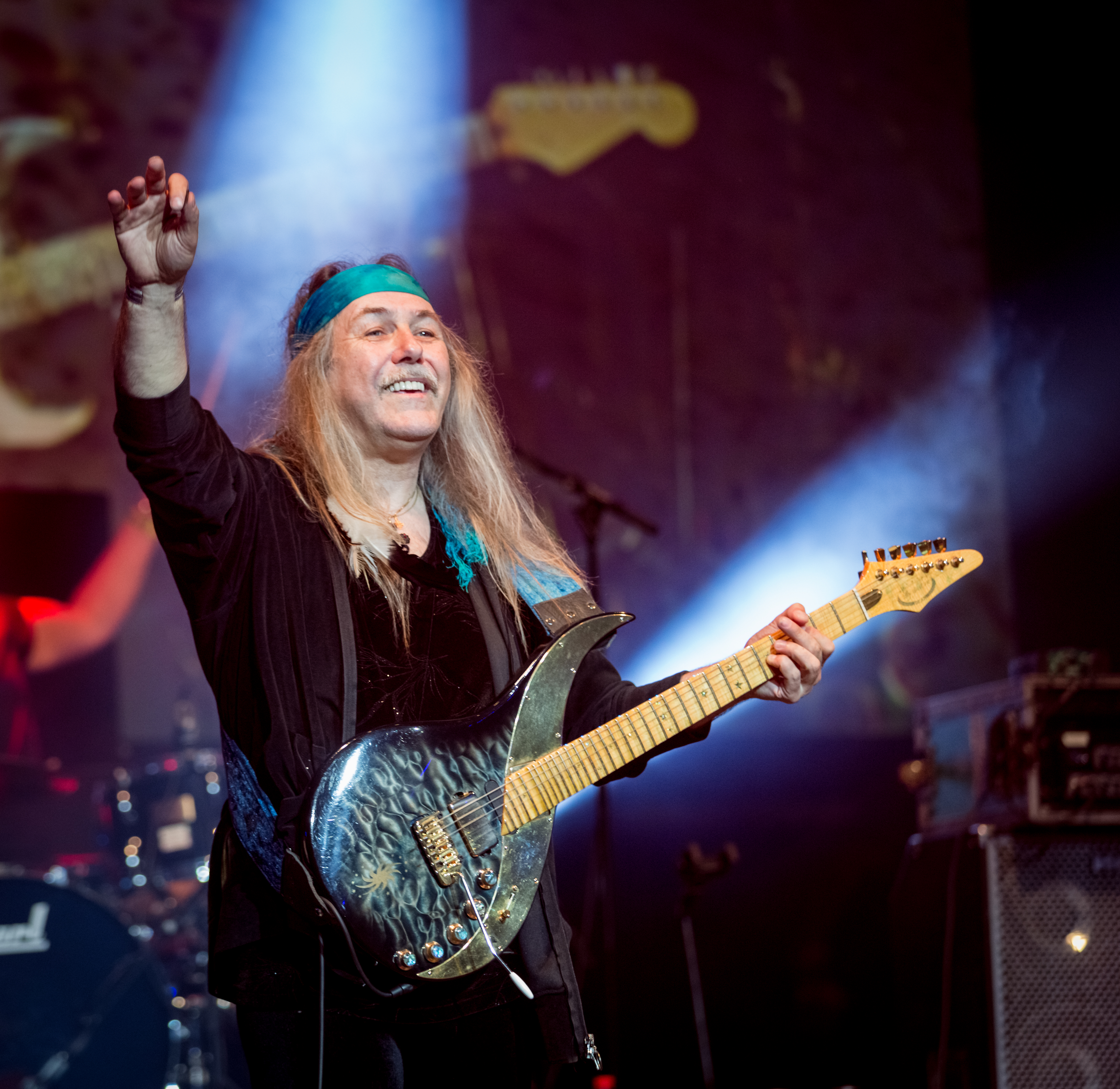
Uli Jon Roth, compositor de la canción, señaló que el contexto de la letra era diferente al que se le dio en la imagen

El 9 de octubre de 1976, salió al mercado su cuarto álbum de estudio, Virgin Killer, a través de RCA Records. En esta ocasión, el concepto de la portada lo creó el equipo artists and repertoire y el departamento de arte de RCA, con Steffan Böhle como director del arte y diseño. Con el objetivo de llamar la atención y así aumentar las ventas del disco, la imagen mostraba a una niña desnuda de diez años de edad llamada Jacqueline, con un efecto de vidrio quebrado en su parte íntima. De acuerdo con el bajista Francis Buchholz, ella era hija o sobrina de uno de los creadores. La sesión fotográfica quedó a cargo nuevamente de von Gimbut, en cuyo estudio contó con la presencia de su esposa, la madre y la hermana de la niña, y tres asistentes femeninas.
Böhle comentó que con la imagen trataron de ilustrar la letra del tema «Virgin Killer», porque para él trata «de la virginidad de la naturaleza, que está siendo destruida por el hombre». El guitarrista Uli Jon Roth, compositor de la canción, señaló que mucha gente —incluida la prensa— le dio un significado equivocado. Si bien el título podría ser obsceno, él mencionó que el contexto de la letra era totalmente diferente, porque «virgin killer es el demonio del espíritu del tiempo que asesina la inocencia de la gente». En ese sentido, el autor señaló que la portada no ayudó en nada para entender la letra, ya que su contexto real lo detalla de la siguiente manera:

Virgin Killer básicamente es el demonio de nuestro tiempo, [como consecuencia de] todas las influencias negativas que vienen hacia las personas cuando están creciendo en sociedad hoy en día, y cómo son corrompidas por ello. Nacemos en una condición prístina con una conciencia clara, luego sucede algo y nos corrompemos por las presiones diarias de la vida y la sociedad. Nadie escapa de eso. Nadie muere en una condición prístina.

## Controversias

### Censura inicial
Una vez que presentaron el disco a los diferentes distribuidores, la gran mayoría de ellos rechazó la portada porque la consideraron de mal gusto e inmoral. Por ello, en varios mercados mundiales la sustituyeron por una fotografía de la banda. En otros, en cambio, se decidió vender el álbum tal cual, pero cubrieron la portada en un plástico negro. Debido a la controversia que había generado en los demás países, el sello RCA decidió no ponerlo a la venta en los Estados Unidos. Por ese motivo, Virgin Killer estuvo disponible en ese país únicamente como un artículo de importación, por lo que llegó a ser el primer disco de un artista alemán en ser estimado como «clandestino», según Böhle.
En determinados países, como en Alemania y Japón, el álbum se vendió con la portada original. Böhle comentó que los japoneses no tuvieron ningún problema con la portada, ya que «solo se habrían enfadado por una mujer adulta desnuda». Por su parte, Buchholz señaló que en Alemania tampoco hubo contratiempos, aunque sí existieron algunos debates. Las posteriores remasterizaciones de Virgin Killer mayoritariamente se imprimieron con la portada alternativa —la fotografía de la banda—, aunque en ciertos mercados, como el japonés, se puede encontrar con la original, pero con barras negras cubriendo las partes íntimas de la niña.

### World Net Daily y la denuncia al FBI
El 6 de mayo de 2008, la periodista Chelsea Schilling del sitio web conservador estadounidense World Net Daily publicó un reportaje sobre las imágenes «sexualmente explícitas» publicadas en Wikipedia en inglés; de las enlistadas, figuraba la imagen de la portada de Virgin Killer. De acuerdo con el medio de comunicación, cuando se pusieron en contacto con los representantes de Wikipedia, ellos negaron conocer la cuestionada imagen. Jay Walsh, jefe de comunicaciones de la Fundación Wikimedia, expresó que, como la organización no tiene participación directa en las ediciones de la enciclopedia, la decisión de eliminar o no la portada de Virgin Killer quedaba a criterio de los administradores y editores, basándose en las políticas de Wikipedia.
Matt Barber, abogado constitucionalista y director de asuntos culturales del grupo conservador cristiano Concerned Women for America, también se sumó a la discusión y expresó su indignación por el uso de las imágenes explícitas y pidió a Wikipedia que eliminara las «pornográficas duras». Sobre la portada del álbum, en concreto, señaló: «No sirve de nada permitir la publicación de esa imagen de pornografía infantil en el sitio web. Podría atraer los intereses lascivos de los pedófilos de todo el mundo. Al permitir que esa imagen permanezca publicada, Wikipedia está ayudando a facilitar aún más la perversión y la pedofilia». Como consecuencia del reportaje, el 7 de mayo el FBI inició una investigación para determinar si la portada violaba las leyes federales de pornografía infantil.

#### Resolución
La controversia —titulada como «Wikipedofilia» por la periodista— fue debatida por la comunidad de Wikipedia y llegó a la conclusión, por un amplio consenso, de que la portada de Virgin Killer no debía eliminarse. Walsh comentó que, tanto los editores como administradores, «favorecen la inclusión en todos los casos, excepto en los más extremos» y «si el FBI determina que la foto es pornografía infantil, cualquiera que posea la imagen podría ser legalmente responsable». A pesar de que el sitio conservador realizó una encuesta sobre el asunto, en la que alegaba que el 47 % de sus lectores consideraban que Wikipedia estaba claramente violando los estatutos de obscenidad de los Estados Unidos y que debería enfrentar un juicio, el FBI determinó que la portada no violaba ninguna de las leyes estadounidenses.

### La acción de la Internet Watch Foundation en contra de Wikipedia

#### Antecedentes

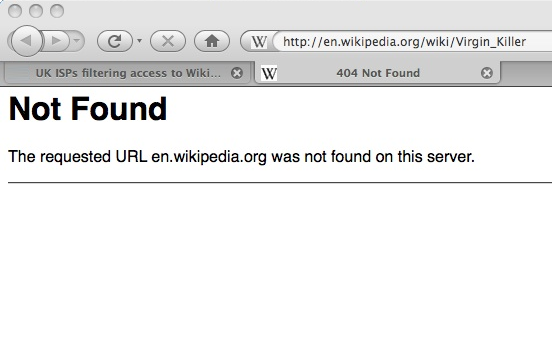
Los usuarios británicos que intentaron acceder a la página de Virgin Killer, en la Wikipedia en inglés, se encontraron con el código Error 404

El acceso a contenido ilegal en el Reino Unido, como la pornografía infantil, estaba estrictamente autorregulado por los proveedores de servicios de internet (ISP, en inglés). Esto comenzó cuando la empresa de servicios de telecomunicaciones BT Group presentó Cleanfeed, un sistema de filtrado de contenidos que utiliza datos obtenidos de la Internet Watch Foundation. La IWF, por sus siglas, es una organización de Quango que opera un sitio donde los usuarios pueden denunciar páginas webs que contengan contenido ilegal o dudoso, para agregarlas a su lista negra. Esto se implementó para evitar que el público accediera a este tipo de material, ya que es ilícito poseer una imagen indecente de un niño menor de 18 años de acuerdo con la Ley de Protección de Niños de 1978. Posteriormente, a principios de 2007, el gobierno obligó a los ISP británicos a implementar filtros para contenido ilegal, como Cleanfeed.

#### Bloqueo
El 5 de diciembre de 2008, la IWF añadió a su lista negra las URL del artículo de Virgin Killer y la de su portada, ambas publicadas en la Wikipedia en inglés, con el argumento de ser «una imagen de abuso sexual infantil potencialmente ilegal». De acuerdo con Sarah Robertson, directora de comunicaciones de la organización, notificaron a Wikipedia el 4 de diciembre y al día siguiente decidieron incluirla; para entonces, también estaban considerando bloquear a Amazon, ya que igualmente poseía la imagen en sus servicios de venta. Robertson contó que la decisión de este bloqueo se tomó después de consultar con las «fuerzas de orden», en concreto con la Agencia de Explotación Infantil y Protección en Línea (CEOP, en inglés). En la escala que mide el nivel de ofensa del uno al cinco, la portada de Virgin Killer logró una calificación de un punto, es decir «menos ofensiva», y fue juzgada como una «pose erótica sin actividad sexual». Sobre el bloqueo, la IWF dio el siguiente comunicado:

Una página web de Wikipedia fue informada a través del mecanismo de denuncia en línea de IWF en diciembre de 2008. Al igual que con todas las denuncias de abuso sexual infantil recibidas por los analistas de nuestra línea directa, la imagen fue evaluada de acuerdo con el Consejo de Directrices de Sentencias del Reino Unido (página 109). Se consideró que el contenido era una imagen indecente potencialmente ilegal de un niño menor de 18 años, pero alojada fuera del Reino Unido. La IWF no emite avisos de eliminación a los ISP ni a las empresas de alojamiento fuera del Reino Unido, pero informamos a una de nuestras líneas directas asociadas en el extranjero y a nuestra agencia socia de aplicación de la ley sobre nuestra evaluación. Luego, la URL específica (página web individual) se agregó a la lista proporcionada a los ISP y otras empresas del sector en línea para proteger a sus clientes de la exposición inadvertida a una imagen indecente potencialmente ilegal de un niño.

#### Efectos en Wikipedia

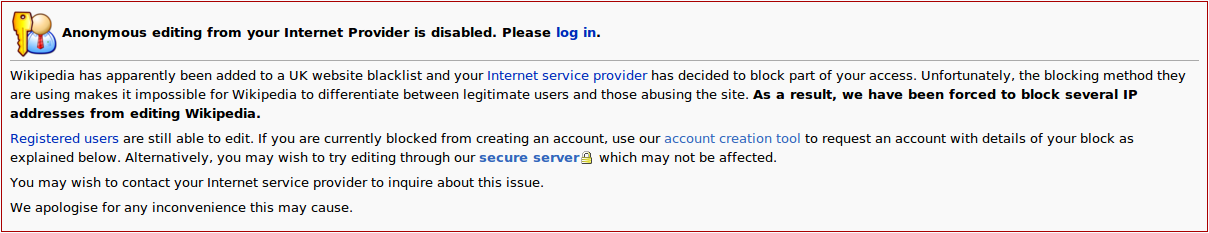
El mensaje de la Wikipedia en inglés informando sobre el bloqueo de las direcciones IP a sus usuarios

La inclusión de ambas URL a la lista negra de IWF afectó directamente a por lo menos seis de los principales proveedores de servicios de internet del Reino Unido; de acuerdo con Jack Schofield del periódico The Guardian, estas serían: O2/BE Unlimited, Virgin Media, EasyNet, Plusnet, Demon Internet y Opal Telecommunication. A modo de respuesta, el 7 de diciembre Wikipedia entregó el siguiente comunicado:

Wikinoticias se enteró de que al menos seis de los principales proveedores de servicios de Internet (ISP) del Reino Unido han implementado mecanismos de monitoreo y filtrado que están causando problemas importantes para los contribuyentes del Reino Unido en los sitios web operados por la Fundación Wikimedia, entre otros 1200 sitios web. Los filtros parecen aplicarse porque los sitios de Wikimedia albergan la portada de un álbum de Scorpions que algunos llaman pornografía infantil. Scorpions es una banda de rock alemana que ha utilizado varias portadas de álbumes controvertidas y quizás sea mejor conocida por su canción «Rock You Like a Hurricane».

La acción de IWF también provocó otros problemas involuntarios para los cibernautas británicos de Wikipedia. Por lo general, la mayoría de los usuarios de internet tiene una dirección IP única visible para los sitios webs. Sin embargo, como resultado de que los ISP usaran la lista negra de IWF implementada a través de la tecnología Cleanfeed, el tráfico a Wikipedia a través de los ISP afectados se enrutó a través de una pequeña cantidad de servidores proxy. Wikipedia utiliza el software MediaWiki para interpretar encabezados X-Forwarded-For (XFF), lo que permite seleccionar una IP real en lugar de una IP proxy. De acuerdo con esta política: «Si un servidor proxy está en la lista de "confiables" de la organización, parecerá que los usuarios están editando desde su IP de cliente y no desde la IP del proxy». En términos simples, este sistema permite que los administradores puedan bloquear, en respuesta a las acciones de un solo vándalo, a usuarios individualmente y no a todo el proxy. La implementación de los filtros hizo inestable el reconocimiento de los usuarios de la enciclopedia, ya que, si bien se permiten ediciones anónimas, la única manera de identificarlos es a través de sus respectivas direcciones IP. Con el fin de evitar el vandalismo, Wikipedia instituyó la prohibición general de las ediciones provenientes de las seis ISP previamente mencionadas, que representan el 95 % de los usuarios británicos de Wikipedia. La empresa BT Group, creadora de Cleanfeed, indicó que si la Wikipedia eliminaba la imagen, se podría volver a la normalidad, pero no emitió ningún comentario sobre el problema técnico que afectó a los usuarios del Reino Unido. Hay que señalar que el 25 % del contenido de la Wikipedia en inglés provenía de Gran Bretaña; por habitantes, el Reino Unido era el mayor contribuyente del sitio para ese entonces.

#### Respuesta de Wikipedia

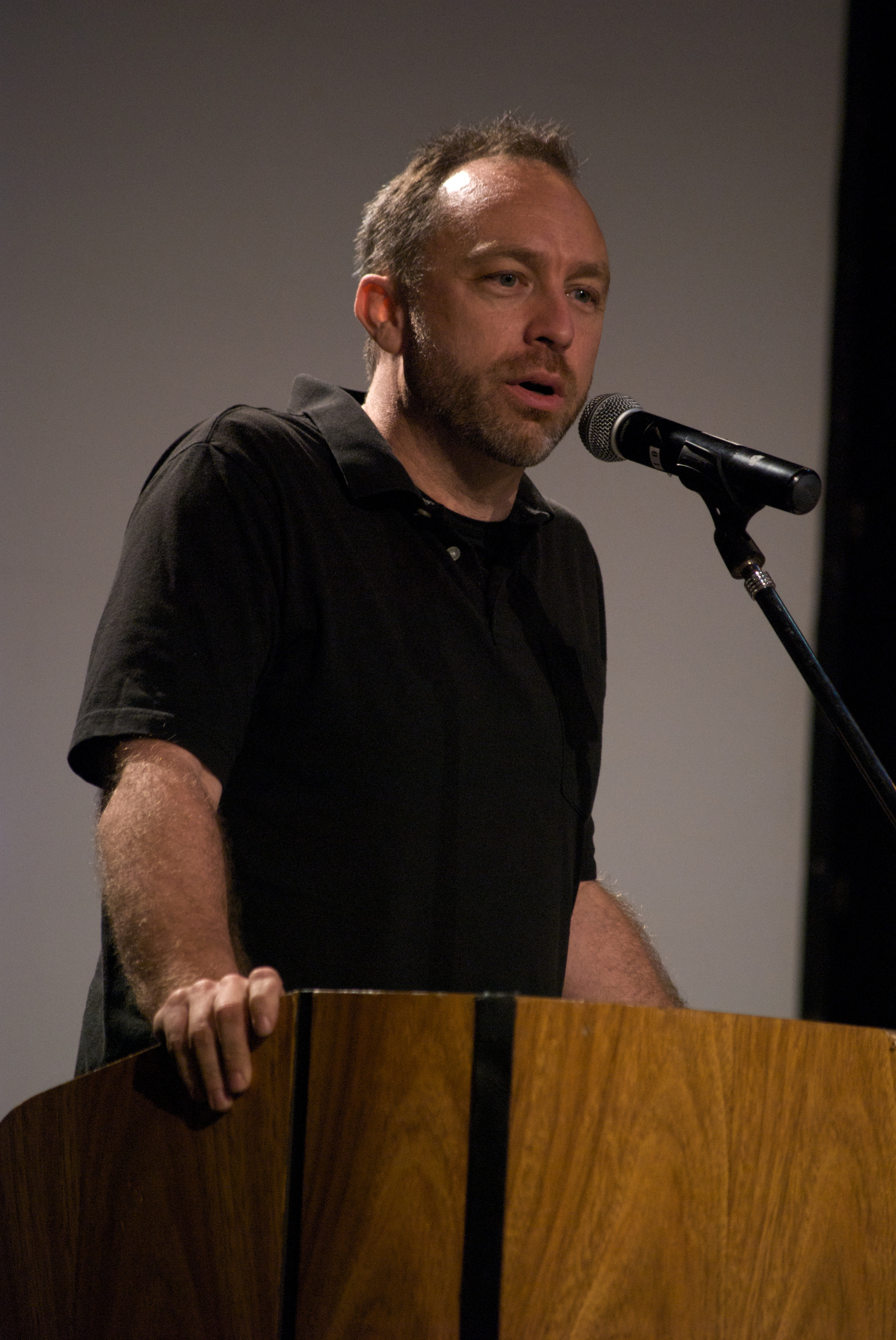
Jimmy Wales, cofundador de Wikipedia, consideró el bloqueo como «injusto y reprochable»

El 7 de diciembre de 2008, la Fundación Wikimedia dio un comunicado de prensa, en que el consejero general Mike Godwin señaló:

No tenemos ninguna razón para creer que el artículo, o la imagen contenida en el artículo, se haya considerado ilegal en ninguna jurisdicción en cualquier parte del mundo. Creemos que vale la pena señalar que la imagen está actualmente visible en Amazon, donde los residentes del Reino Unido pueden comprar el álbum libremente. Está disponible en miles de sitios web a los que puede acceder el público del Reino Unido.

Asimismo, la directora ejecutiva de la fundación, Sue Gardner, mencionó:

La IWF no solo bloqueó la imagen; bloqueó el acceso al artículo en sí, que analiza la imagen de manera neutral y enciclopédica. La IWF dice que su objetivo es proteger a los ciudadanos del Reino Unido, pero no veo cómo esta acción ayuda a lograrlo y, mientras tanto, priva a los usuarios de Internet del Reino Unido de la capacidad de acceder a información que debería estar disponible gratuitamente para todos. Insto a la IWF a eliminar Wikipedia de su lista negra.

David Gerard, voluntario de Wikipedia, indicó que el bloqueo generó la molestia de muchos usuarios, porque «bloquear texto es algo completamente nuevo: es la primera vez que hacen esto en un sitio tan visible». Además, comentó: «Cuando le preguntamos a Internet Watch Foundation por qué bloquearon Wikipedia y no Amazon, aparentemente la decisión fue "pragmática", creemos que significa que Amazon tenía dinero y los demandaría, mientras que nosotros somos una organización benéfica educativa». Jimmy Wales, cofundador de Wikipedia, señaló que le parecía «injusto y reprochable» que el bloqueo haya ocurrido solo con la enciclopedia y no con los demás sitios que también poseían la imagen, a la que llamó «dudosa». En su entrevista a Channel 4 News, Wales señaló que había considerado entablar acciones legales contra IWF:

Lo primero que pensé cuando me dijeron que Internet Watch Foundation había bloqueado la página de Wikipedia fue que deberíamos llevarlos a los tribunales. Pero debido a que no son un organismo estatutario, me dijeron que no necesariamente podemos impugnar su decisión. La Internet Watch Foundation claramente se pasó de la raya cuando bloquearon la página de texto [el artículo Virgin Killer] en Wikipedia: no hay nada ilegal en la descripción del álbum. También cuestionaría su sabiduría al tratar de bloquear la imagen en sí.

#### Resolución por parte de la IWF
El 9 de diciembre de 2008, la Internet Watch Foundation retiró de su lista negra la página de Wikipedia. En su comunicado, detalló que el procedimiento, tanto la denuncia como la apelación, fue el correcto:

Sin embargo, la Junta de la IWF ha considerado hoy (9 de diciembre de 2008) [que] estos hallazgos y los problemas contextuales involucrados en este caso específico y, en vista del tiempo de existencia de la imagen y su amplia disponibilidad, se ha tomado la decisión de eliminar esta página web de nuestra lista. Cualquier otra instancia informada de esta imagen que esté alojada en el extranjero no se agregará a la lista. Cualquier otra instancia informada de esta imagen que esté alojada en el Reino Unido se evaluará de acuerdo con los procedimientos de la IWF. El objetivo primordial de IWF es minimizar la disponibilidad de imágenes indecentes de niños en Internet; sin embargo, en esta ocasión nuestros esfuerzos han tenido el efecto contrario. Lamentamos las consecuencias no deseadas para Wikipedia y sus usuarios. Wikipedia ha sido informada del resultado de este procedimiento y de la decisión posterior de la Junta de la IWF.

Una semana después de que la IWF emitiera un juicio, Cory Doctorow de The Guardian indicó que el comunicado era «una declaración confusa y contradictoria en el sentido de que, aunque la imagen es verdaderamente pornografía infantil, no la bloquearán, a menos que esté en un servidor británico, en cuyo caso podrían». También comentó que podría ser la primera vez que la organización se equivocaba, pero era difícil saberlo:

Pero nunca lo sabremos, debido a la forma en que se maneja la lista negra de IWF. Cuando un usuario de Internet en un ISP suscrito a IWF visita una página bloqueada, generalmente se le presenta una página de error «404» («No encontrado») o un error «403» («Prohibido»). No hay forma de diferenciar entre una página que no puede ver porque IWF la está censurando y una página que no puede verse porque el servidor está sobrecargado o porque la página ha sido reubicada.

#### Consecuencias

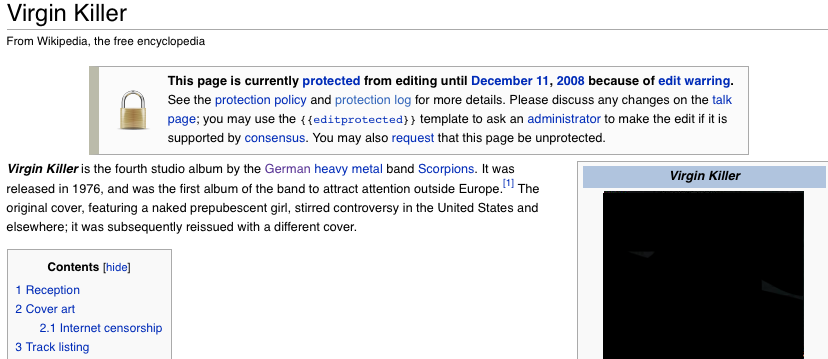
Pantallazo del artículo en inglés de Virgin Killer con fecha 9 de diciembre de 2008

Las acciones por parte de la IWF en contra de Wikipedia tuvieron el efecto contrario, provocando una mayor difusión y atención hacia la imagen en lugar de censurarla, un fenómeno comúnmente denominado efecto Streisand. Entre el 8 y 11 de diciembre de 2008, el artículo de Virgin Killer tuvo más de un millón de visitas, en comparación con las 20 000 que recibía por mes antes de la censura. Por su parte, el 9 de diciembre, el periódico The Guardian informó que Amazon —otro de los portales investigados— decidió por iniciativa propia eliminar la imagen de su sitio. Asimismo, comentó que si la organización mantenía la prohibición a Wikipedia, tendría que considerar bloquear a cualquier sitio que alojara la portada.
Asimismo, en 2008 se estaba legislando en Australia la inclusión de filtros para internet similares a Cleanfeed, lo que hubiera permitido usar la misma lista negra de la IWF. Colin Jacobs, vicepresidente de Electronic Frontiers Australia (EFA), organización sin fines de lucro que resguarda la libre expresión de los cibernautas del país, señaló que «el incidente de la IWF en el Reino Unido dejó en claro los peligros del filtrado obligatorio de los proveedores de internet». Además, indicó: «En Australia, no solo el gobierno tendría la capacidad de agregar en secreto cualquier sitio a nuestra lista negra, sino que también lo haría una organización extranjera que no rinde cuentas». De igual manera, en un estudio de impacto que preparaba un proyecto de ley sobre el delito informático, el Gobierno de Francia añadió el bloqueo de Virgin Killer como ejemplo de filtrado discriminado.

### Dictamen de un tribunal en Suecia
En agosto de 2015, un tribunal de la ciudad sueca de Södertälje encontró culpable a un hombre 53 años por poseer un millón de imágenes y videos de pornografía infantil, entre ellas se encontró el disco Virgin Killer con su portada original. La corte señaló que podría considerarse material pornográfico, pero no podía probarse si el hombre lo poseía por esa razón. El fiscal Thomas Bälder Nordenman dijo: «El tribunal opina que tenía el registro por el bien de la música, pero yo digo que hay que ver la imagen completa y en el contexto en que se encontró». Esto generó la preocupación de los fanáticos suecos que disponían del disco, pero Nordenman comunicó: «Puramente, en teoría, podrías ser sentenciado por [tener el álbum en cuestión], pero no creo que el riesgo sea particularmente grande si es parte de una colección de álbumes».
En agosto de 2021, el periódico Aftonbladet informó que, en el sitio sueco de mercado en línea Tradera, apareció un anuncio de venta del disco con su portada original, el que estuvo vigente por veinticuatro horas y recibió cerca de diez ofertas. Alguien denunció el aviso por pornografía infantil, porque la carátula no contaba con las franjas negras que cubren las partes íntimas de la niña, por lo que el anunciante se arriesgaba a ser denunciado a la policía. Niclas Hjelm, jefe de seguridad de Tradera, explicó que «el disco se vende cada cierto tiempo y siempre intentamos cerrar el anuncio lo antes posible. Creo que es una violación de la ley y no solo de nuestra política, siempre informamos a la policía de esta infracción».

## Reacciones

### Comentarios de la banda

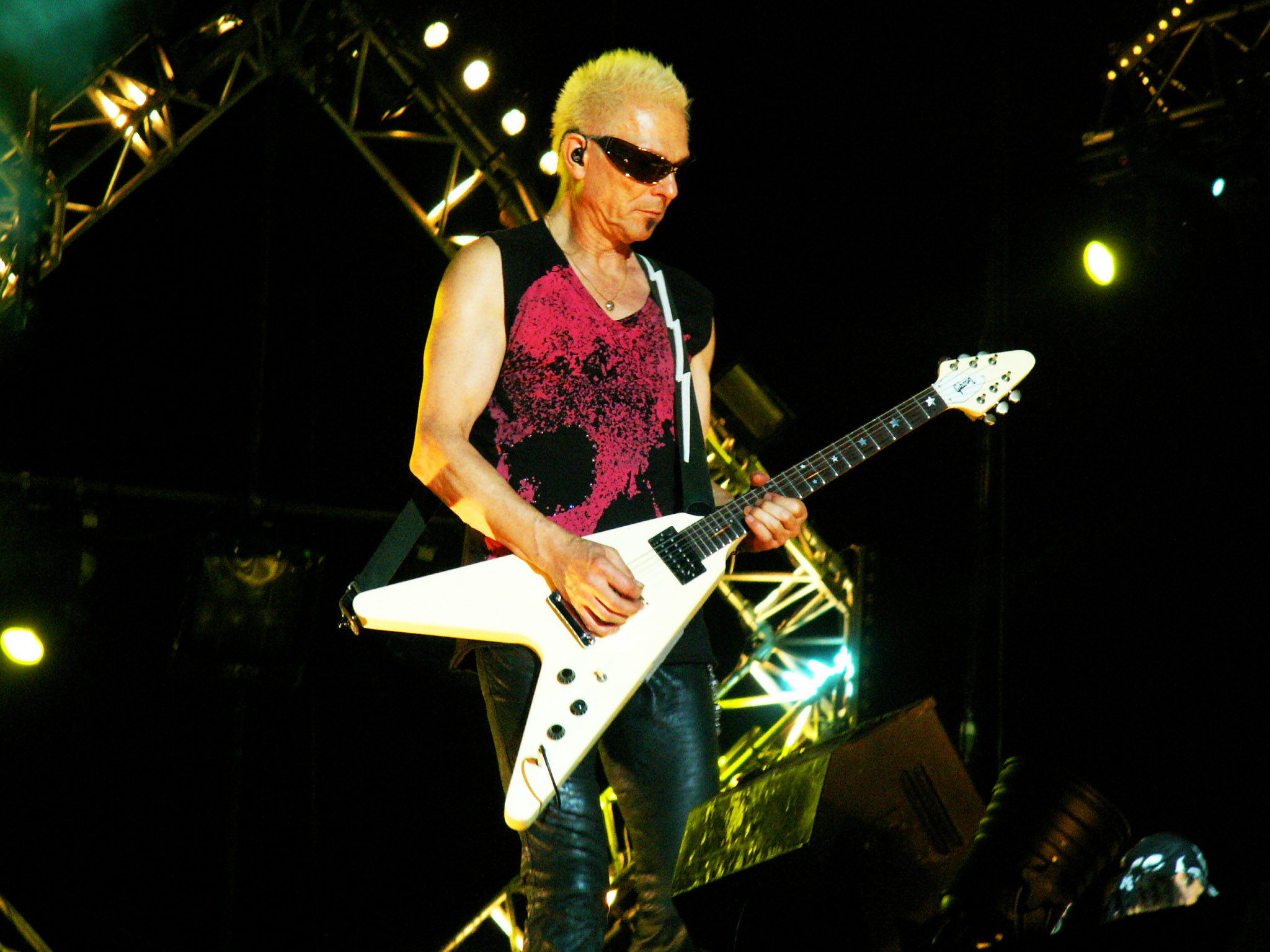
Rudolf Schenker, guitarrista y fundador de Scorpions, comentó que una vez que se reunieron con la niña años después, ella no tuvo problema con la imagen

La polémica generada por la portada es uno de los temas que usualmente se le consulta a los músicos de la banda en las entrevistas. Rudolf Schenker, guitarrista rítmico y fundador de Scorpions, comentó que los creadores de la portada les dijeron: «Incluso si tenemos que ir a la cárcel, no hay duda de que lo lanzaremos». Además, señaló que una vez que conocieron a la niña quince años después, no tuvo ningún problema con la imagen. De acuerdo con Schenker, el tema de la sexualidad —obviamente no con niños— era normal en Europa por aquel tiempo. En ese sentido, Francis Buchholz comentó que por esa razón en Alemania la portada no se censuró porque el concepto de pornografía infantil para 1976 no se conocía, al menos en ese país. Sin embargo, el bajista explicó que, aunque les gustó el título del álbum, encontró que RCA se excedió con la portada.
En una entrevista en 2010, el vocalista Klaus Meine indicó que: «Nunca hicimos esto en el sentido pornográfico, lo hicimos en el sentido artístico [...] El sello impulsó la idea porque querían obtener una controversia para ayudar las ventas del álbum y qué mejor promoción que esa... Siempre hubo sentimientos encontrados al respecto». Meine contó que en muchas de las portadas de Scorpions trabajaron con especialistas, como en Lovedrive (1979) o Animal Magnetism (1980), en que las imágenes expresaban la atracción sexual desde el punto de vista de la banda. Sin embargo, en la de Virgin Killer —creada por el sello discográfico— «era demasiado» y no era algo para sentirse orgulloso. Uli Jon Roth, guitarrista líder y compositor de la canción, fue el más crítico respecto a la portada: «Ver esa foto hoy me da escalofríos. Se hizo con el peor gusto posible. En ese entonces yo era demasiado inmaduro para ver eso. Me avergüenzo, debería haber hecho todo lo que estaba a mi alcance para detenerlo». Cabe señalar que, en la sección discografía del sitio web oficial de Scorpions, Vigin Killer figura con su portada alternativa y no con la original.

### Opinión de Michael von Gimbut
Por su parte, sobre la polémica entre IWF y Wikipedia, Michael von Gimbut reflexionó: «¿Qué viene después? La desnudez infantil es omnipresente, especialmente en el área de la escultura». En ese aspecto, sugirió entonces que habría que revisar cada fuente en Berlín o las esculturas de niños en las iglesias bávaras. Asimismo, el fotógrafo comentó: «En ese entonces, amábamos y protegíamos a los niños, no dormíamos con ellos».
En diciembre de 2008, en una entrevista que dio al sitio Heresy Corner, von Gimbut señaló que en la sesión fotográfica nunca le dijo a la niña qué debía hacer y la fotografía en sí no tenía ningún aspecto degenerado o erótico, puesto que: «Para lograr mi objetivo, la inocencia perfecta, la inmaculada desnudez y la juventud, cualquier "postura erótica" hubiera sido contraproducente». Por otro lado, recordó una encuesta realizada por el periódico Die Welt, en que el 27 % de los lectores consideraban la portada de Virgin Killer como pornográfica, mientras que un poco más del 70 % estimaron que la discusión era ridícula. Al final de la entrevista, fue crítico con la actitud de la banda:

Ni he sufrido ni me he beneficiado de la polémica, de hecho nadie me ha preguntado. Muy probablemente fue diferente con los Scorpions. Desde el principio siempre supieron lo que estaba pasando y no les importó un poco de promoción extra. Nadie tuvo que persuadirlos. Se beneficiaron de la controversia y comenzaron a desvincularse de ella cuando les pareció el momento adecuado.

### Crítica especializada
La portada de Virgin Killer no es la primera ni la última —en orden cronológico— que ha sido modificada o censurada en la carrera de Scorpions, pero sí es la que más controversia ha generado en los principales mercados musicales. Por esa razón, ha figurado en varias de las listas de las peores o más controvertidas carátulas desarrolladas por distintos medios de comunicación. A continuación, un listado de algunas de ellas:
| Publicación           | Año  | Reconocimiento                                                 | Puesto | Ref.   |
| --------------------- | ---- | -------------------------------------------------------------- | ------ | ------ |
| Cracked               | 2008 | 15 peores portadas de todos los tiempos                        | 1      | [ 51 ] |
| Far Out Magazine      | 2022 | Las 10 portadas más controversiales de todos los tiempos       | —      | [ 52 ] |
| Funky Moose           | —    | El arte de álbum más controversial de todos los tiempos        | —      | [ 53 ] |
| Gigwise               | 2008 | Las 50 portadas más controversiales de todos los tiempos       | 1      | [ 54 ] |
| Lifestyle Asia        | 2021 | 4 portadas más controversiales de todos los tiempos            | —      | [ 55 ] |
| Loudwire              | 2022 | Las 50 portadas más controversiales de hard rock + heavy metal | —      | [ 56 ] |
| Two.one.five Magazine | 2008 | Las peores portadas de todos los tiempos                       | 6      | [ 57 ] |
| UDiscover Music       | 2022 | Las portadas más controversiales de todos los tiempos          | —      | [ 58 ] |
| UGO Networks          | 2008 | Las portadas más extrañas                                      | —      | [ 59 ] |